# Collégiale Notre-Dame-de-l'Assomption de Bédouès
La collégiale Notre-Dame-de-l'Assomption de Bédouès est une ancienne collégiale située sur la commune française de Bédouès dans la haute vallée du Tarn en Lozère. Fortifiée, elle a été construite au XIVe siècle à l'instigation du pape Urbain V afin d'accueillir le tombeau de ses parents en 1363.

## Historique

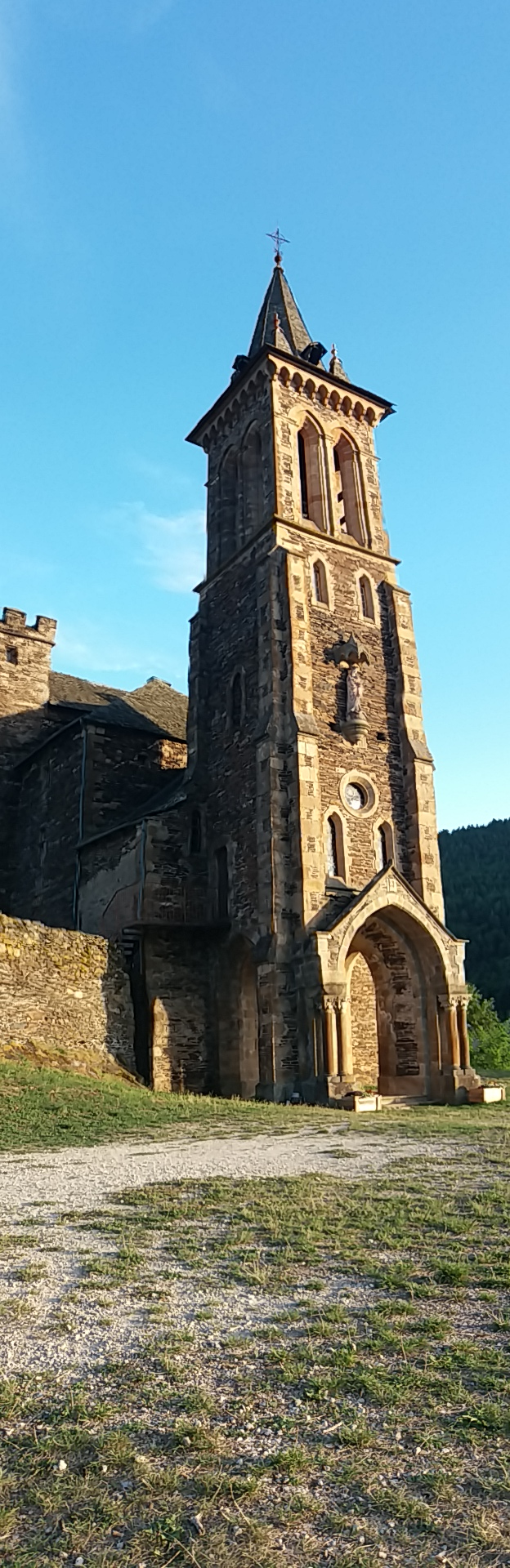
Vue de l'entrée de la collégiale.

### Construction
En 1310 naît au château de Grizac en Gévaudan (aujourd'hui commune de Pont-de-Montvert-Sud-Mont-Lozère) Guillaume de Grimoard, fils d'autre Guillaume de Grimoard, seigneur de Bellegarde, et d'Amphélyse de Sabran, dame de Montferrand.
Le 13 septembre 1362 meurt Innocent VI, cinquième pape en Avignon. Et c'est un moine, ce Guillaume de Grimoard qui est élu pour lui succéder.  Il prendra alors le nom d'Urbain V. 
Lors d'une bulle pontificale en décembre 1363, Urbain V décide d'édifier une collégiale sur le tombeau de ses parents, non loin de Bédouès, sur le promontoire schisteux dominant le Tarn. La bulle précisait que 6 chanoines-prêtres, un diacre et un sous-diacre devaient s'y installer. C'est ainsi qu'en 1365 que les premiers chanoines arrivent. Ils sont alors chargés de célébrer l'office.
Rapidement, la collégiale est fortifiée. Ainsi elle est ornée de quatre tours et agrémentée d'une muraille, lui donnant les aspects d'un château fort. Ces fortifications permettaient ainsi de créer un refuge pour les habitants de la paroisse en cas de conflit.

### Guerres de Religion
En 1580, pendant les guerres de Religion successives au massacre de la Saint-Barthélemy, le capitaine huguenot Matthieu Merle s'empare de la collégiale fortifiée. Il tue alors les chanoines qui auraient été jetés vivants dans le puits, pille leurs biens, et détruit une partie de la collégiale.

### Depuis la Révolution française
Une fois la paix revenue, la collégiale est reconstruite, mais elle subit de nouvelles destructions durant la Révolution française. Au cours du XIXe siècle, l'évêché la fait réparer à nouveau.

## Architecture
La collégiale a été construite en schiste, suivant la forme d'une croix latine. À la suite des destructions de Merle, elle fut rebâtie avec des dimensions plus petites, et une forme de croix grecque. Les dimensions originales ont été retrouvées après la restauration de 1854 par le père Couderc.
L'ensemble était décomposé en deux parties bien distinctes, l'église, dédiée à la Vierge Marie, et par-dessus la maison des chanoines.

## Décorations

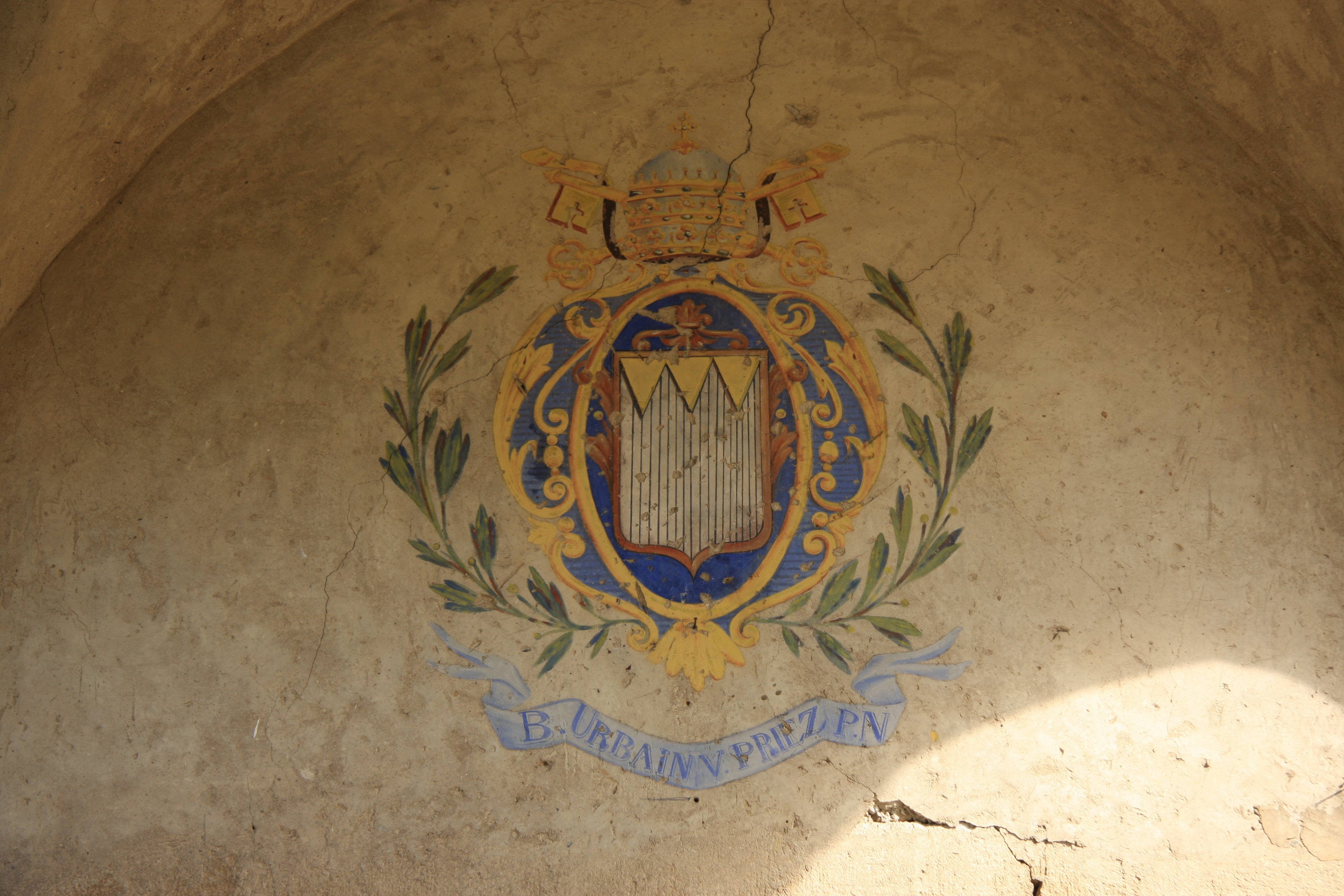
Armoiries d'Urbain V sur le tympan.

L'extérieur de la collégiale est plutôt sobre en termes de décorations. On retrouve cependant sur le tympan les armoiries d'Urbain V (celles de la famille de Grimoard, mais ornée des clés papales) : De gueules, au chef émanché de quatre pièces d'or.
En revanche, elle possède beaucoup de décorations intérieures.

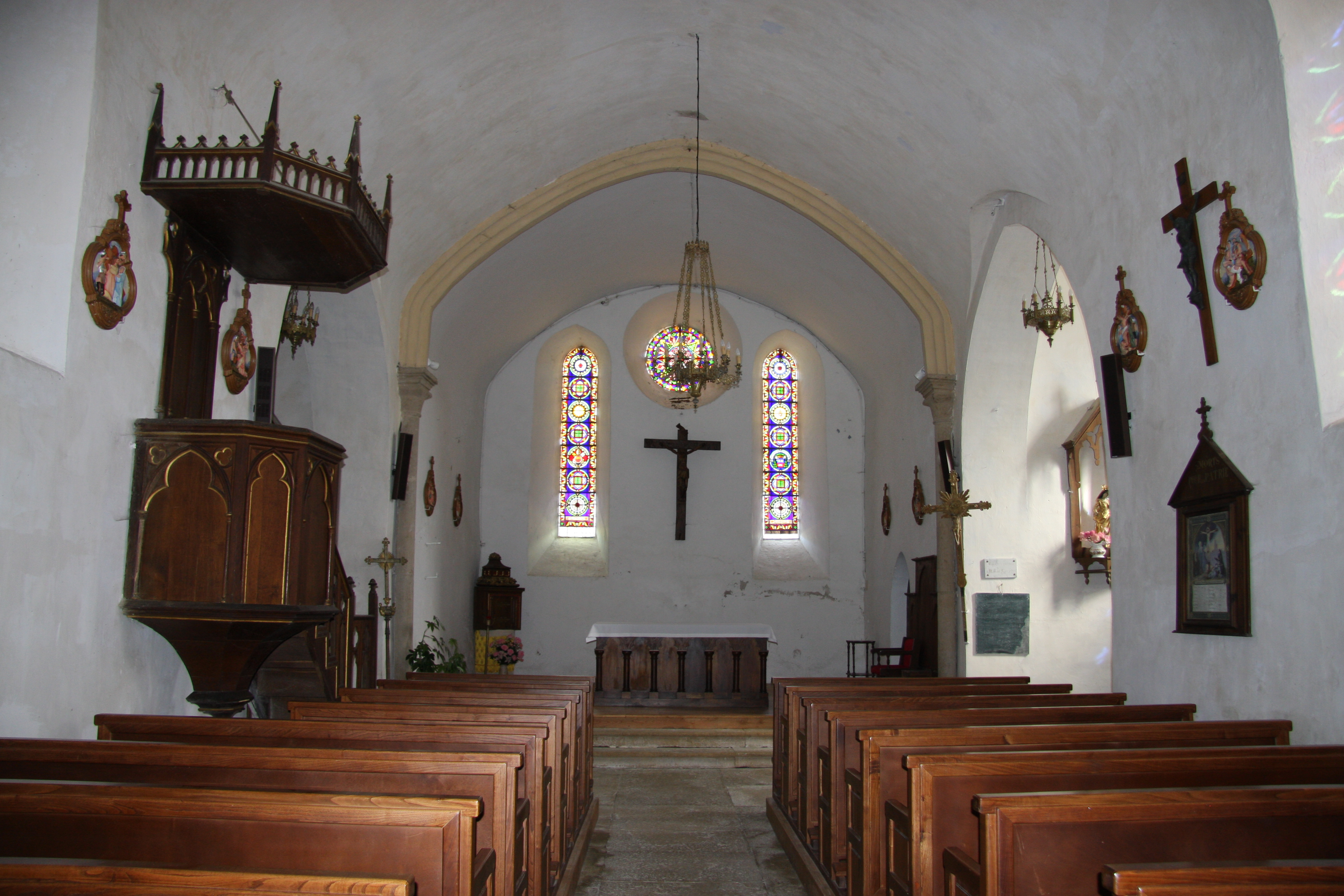
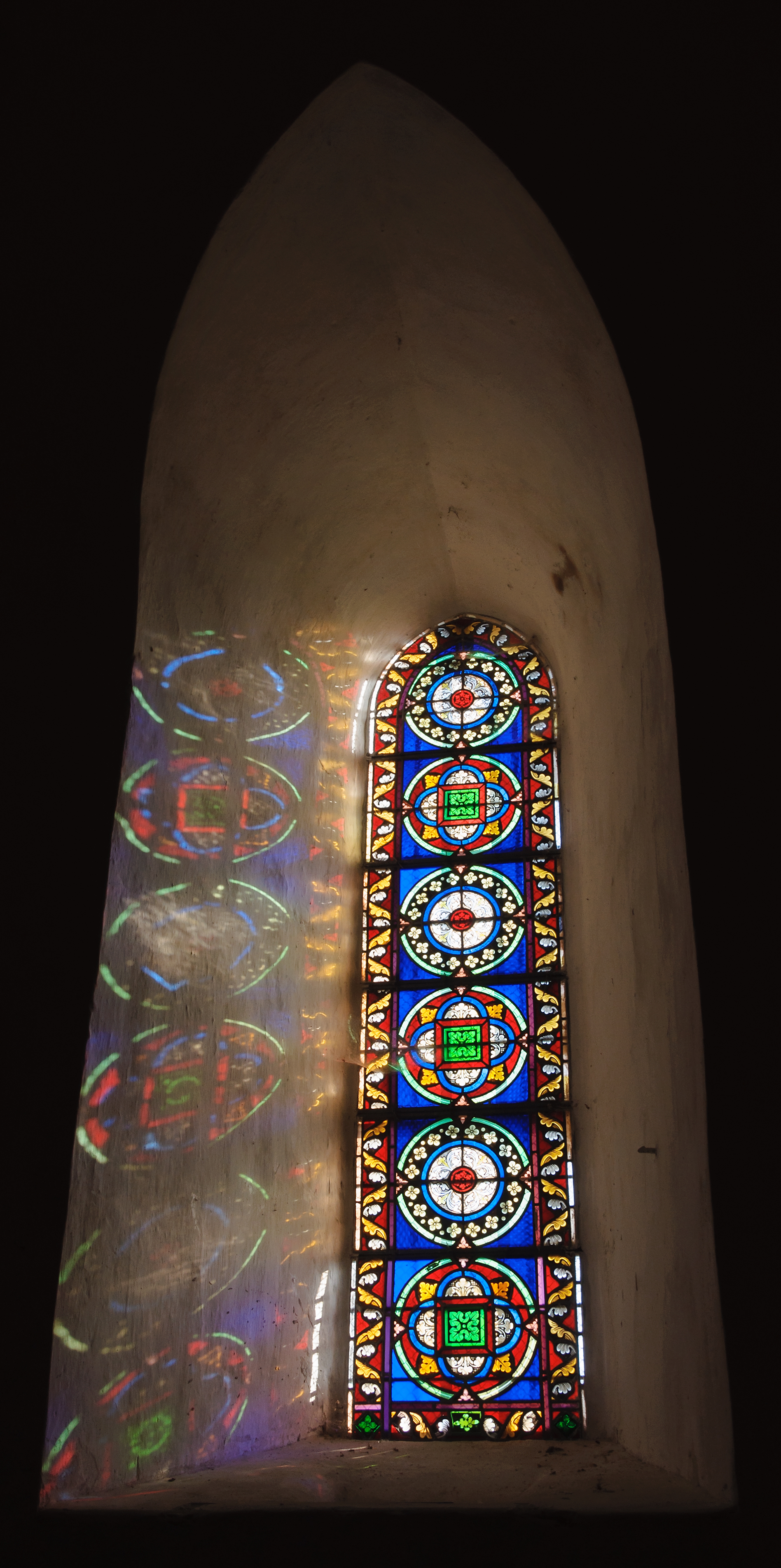

## Sources et références
1. ↑  Géoportail
2. 1 2 3  Félix Buffière, Ce tant rude Gévaudan [détail des éditions], tome I, p. 775 à 777
3. ↑  (fr) mescevennes.com